# Cresol
Los cresoles son un grupo de compuestos químicos derivados del fenol (hidroxibenceno), de fórmula molecular C7H8O y masa 108,14 g/mol, se caracterizan por tener un grupo metilo como sustituyente en el anillo. Es por ello que, a veces, en la literatura científica se les describe como hidroxitoluenos o como metilfenoles. Según la posición en el anillo aromático del metilo sustituyente,  existen tres posibles isómeros:  orto-cresol (o-cresol o 1-metilfenol), el meta-cresol (m-cresol o 2-metilfenol) y el para-cresol (p-cresol o 3-metilfenol). Se obtienen  por destilación de la hulla o de las naftas, donde se encuentran de forma natural. También se pueden obtener sintéticamente por fusión alcalina de los ácidos sulfónicos correspondientes, por metilación del fenol o por tratamiento del aminotolueno con ácido nitroso. Al igual que el fenol y sus derivados, los cresoles tienen carácter ácido débil.

## Propiedades
Los cresoles se presentan comúnmente en forma sólida o líquida porque sus puntos de fusión generalmente están cerca de la temperatura ambiente. La densidad es muy próxima a la del agua y son muy poco solubles en esta.  El grupo hidroxilo (-OH) les confiere carácter ácido, de forma similar a lo que ocurre con el fenol y todos sus derivados. Sus constantes de acidez son menores que las del fenol debido al efecto inductivo del sustituyente metilo. Este carácter ligeramente ácido, hace que los cresoles sean muy solubles en disoluciones acuosas fuertemente alcalinas, debido al desplazamiento del equilibrio de disociación hacia la forma no protonada (formación de fenóxidos). También son solubles en metanol, etanol y otros alcoholes, así como en mezclas hidroalcohólicas, y también en la mayoría de los disolventes orgánicos.
|          | P. de fus., °C | P. de ebul., °C | Densidad, g/cm3 | Sol. (agua), g/100 mL | pKa  |
| -------- | -------------- | --------------- | --------------- | --------------------- | ---- |
| o-cresol | 31             | 191             | 1,05            | 2,5                   | 10,3 |
| m-cresol | 12             | 202             | 1,03            | 2,4                   | 10,1 |
| p-cresol | 34             | 202             | 1,02            | 1,9                   | 10,3 |

Respecto a sus propiedades químicas, como ocurre con otros tipos de fenoles, se oxidan lentamente por exposición al aire y las impurezas resultantes a menudo le dan a las muestras un tono entre amarillo y rojo parduzco y como el fenol, pueden formar derivados nitrados o halogenados. El grupo metilo resiste a la oxidación por ácido crómico. También pueden reaccionar con los reductores fuertes, como el polvo de zinc, que los reduce a tolueno.
Los cresoles tienen un olor característico al de otros fenoles simples, que recuerda a un olor a "alquitrán de hulla".  Son tóxicos por ingestión y por inhalación y producen irritación de mucosas y piel.

## Aplicaciones
Los cresoles son precursores o intermediarios sintéticos de otros compuestos y materiales, incluidos plásticos, pesticidas, productos farmacéuticos y colorantes. También se utilizan en la fabricación de productos de condensación del fenolaldehído o resinas fenólicas y debido a sus propiedades germicidas, en la formulación de desinfectantes, preparados  como mezclas de soluciones jabonosas y cresoles. Su carácter bactericida se debe a la destrucción de las membranas celulares de las bacterias. El o- y el p-cresol se utilizan en la preparación de colorantes azoicos en la fabricación pinturas y barnices. 